# Brasema homeri
Brasema homeri är en stekelart som först beskrevs av Girault 1922.  Brasema homeri ingår i släktet Brasema och familjen hoppglanssteklar. Inga underarter finns listade.